# موزه اربونی
موزه اربونی (ارمنی: [Էրեբունի թանգարան, Ērebunu t'angaran] Error: {{Lang}}: متن دارای نشانه‌گذاری ایتالیک است (راهنما)) در سال ۱۹۶۸ تأسیس شد و زمان گشایش آن ۲۷۵۰مین سالگرد بنیانگذاری ایروان همزمان شد.

## نمای بیرونی موزه

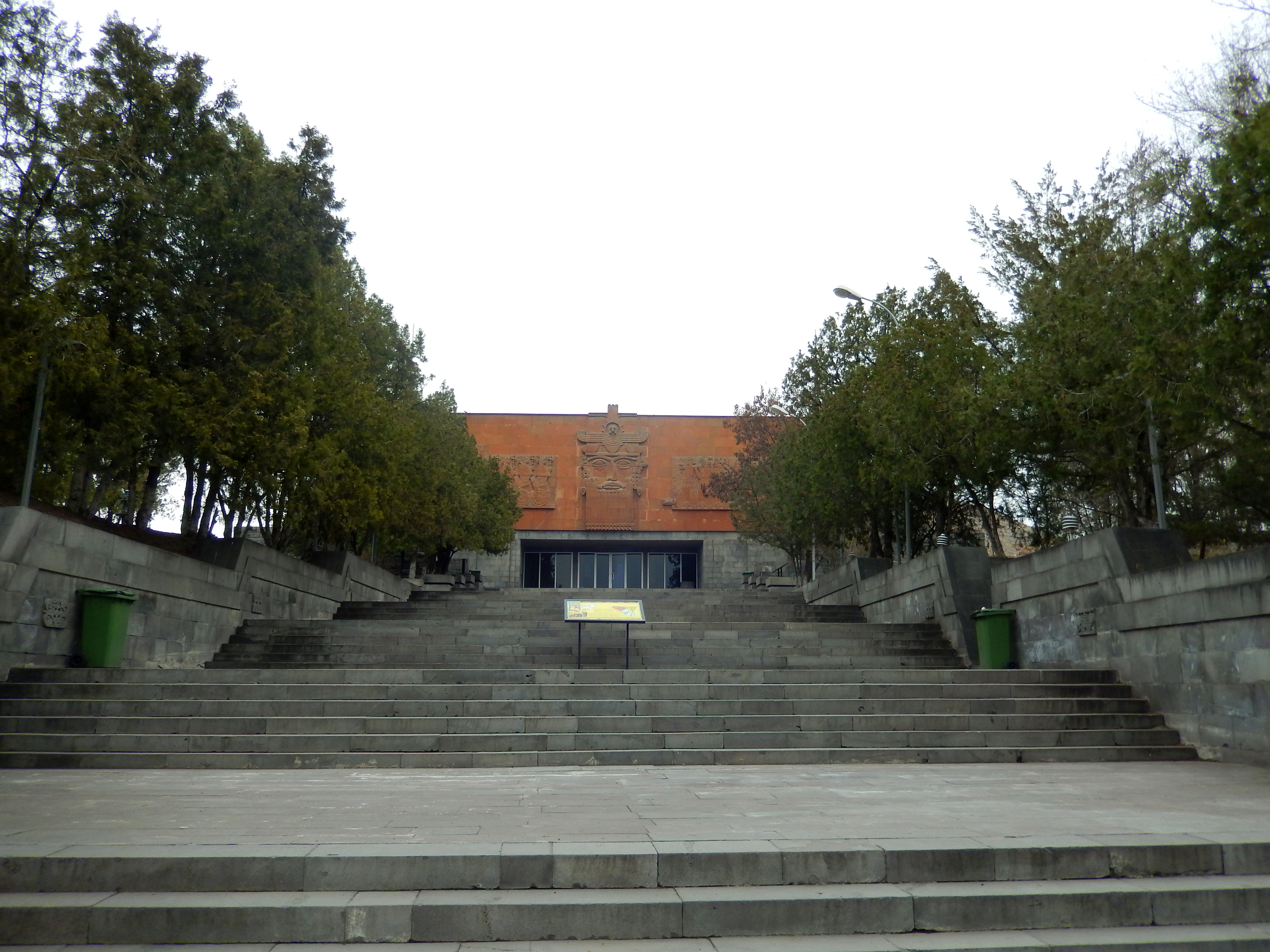
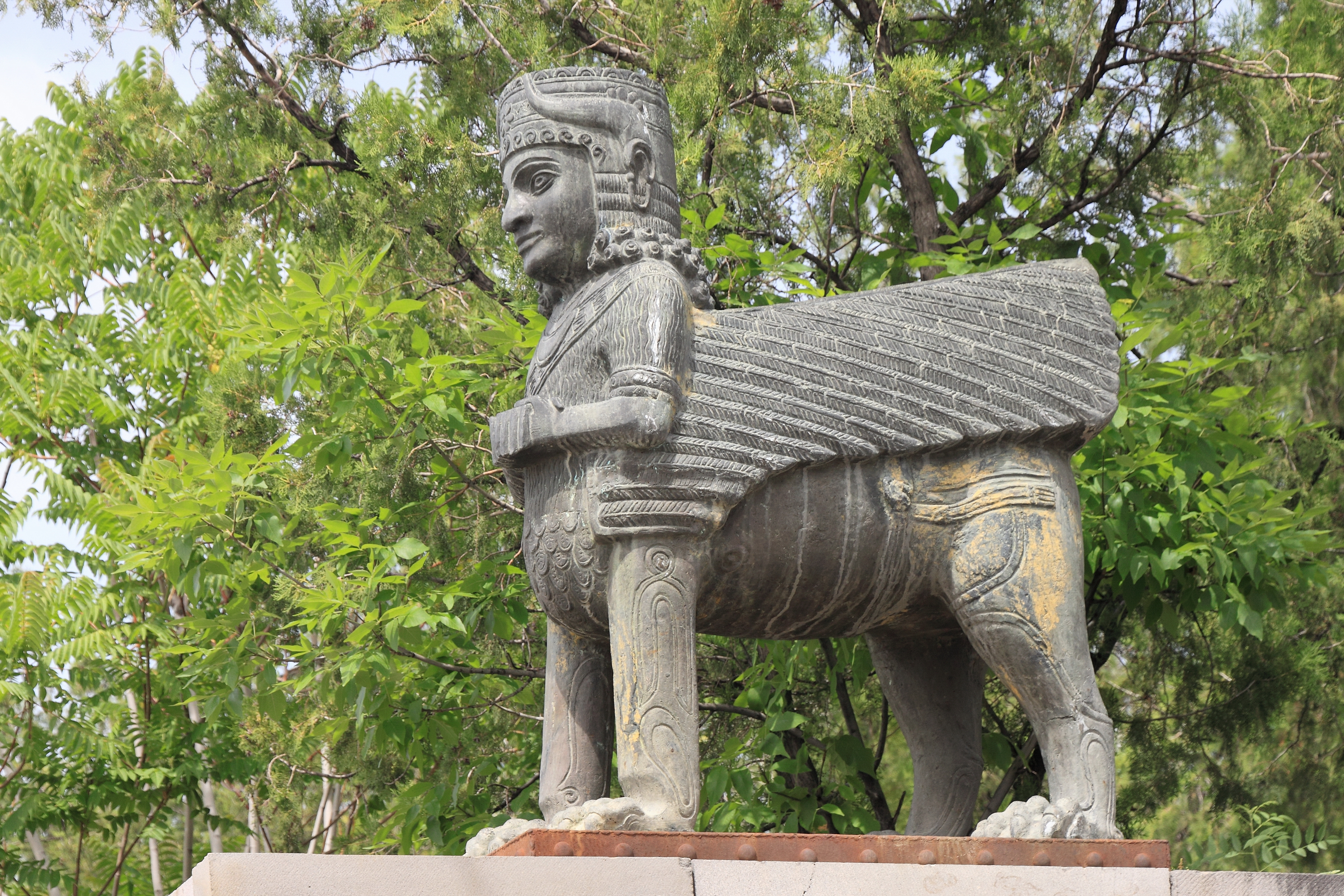
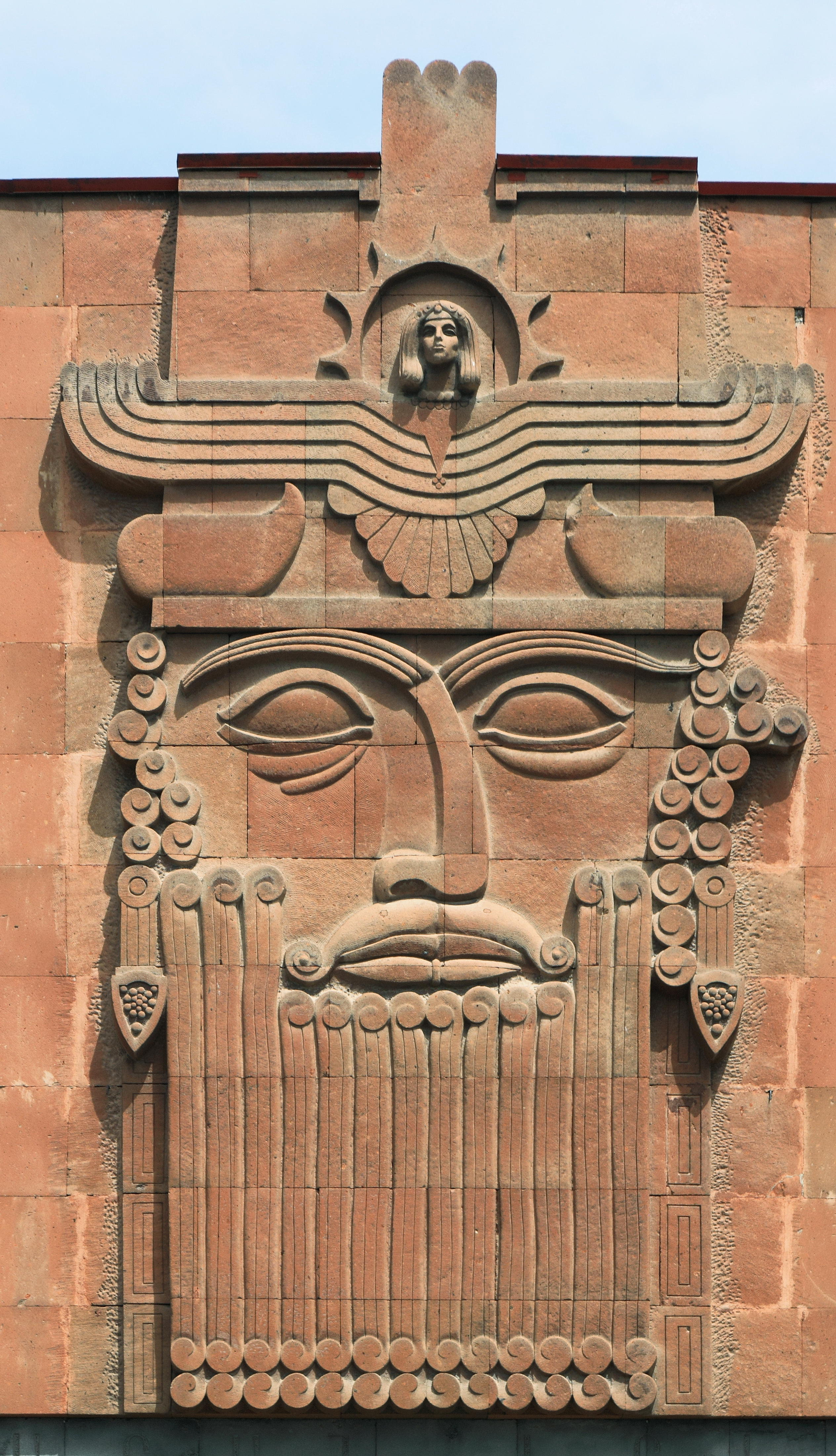
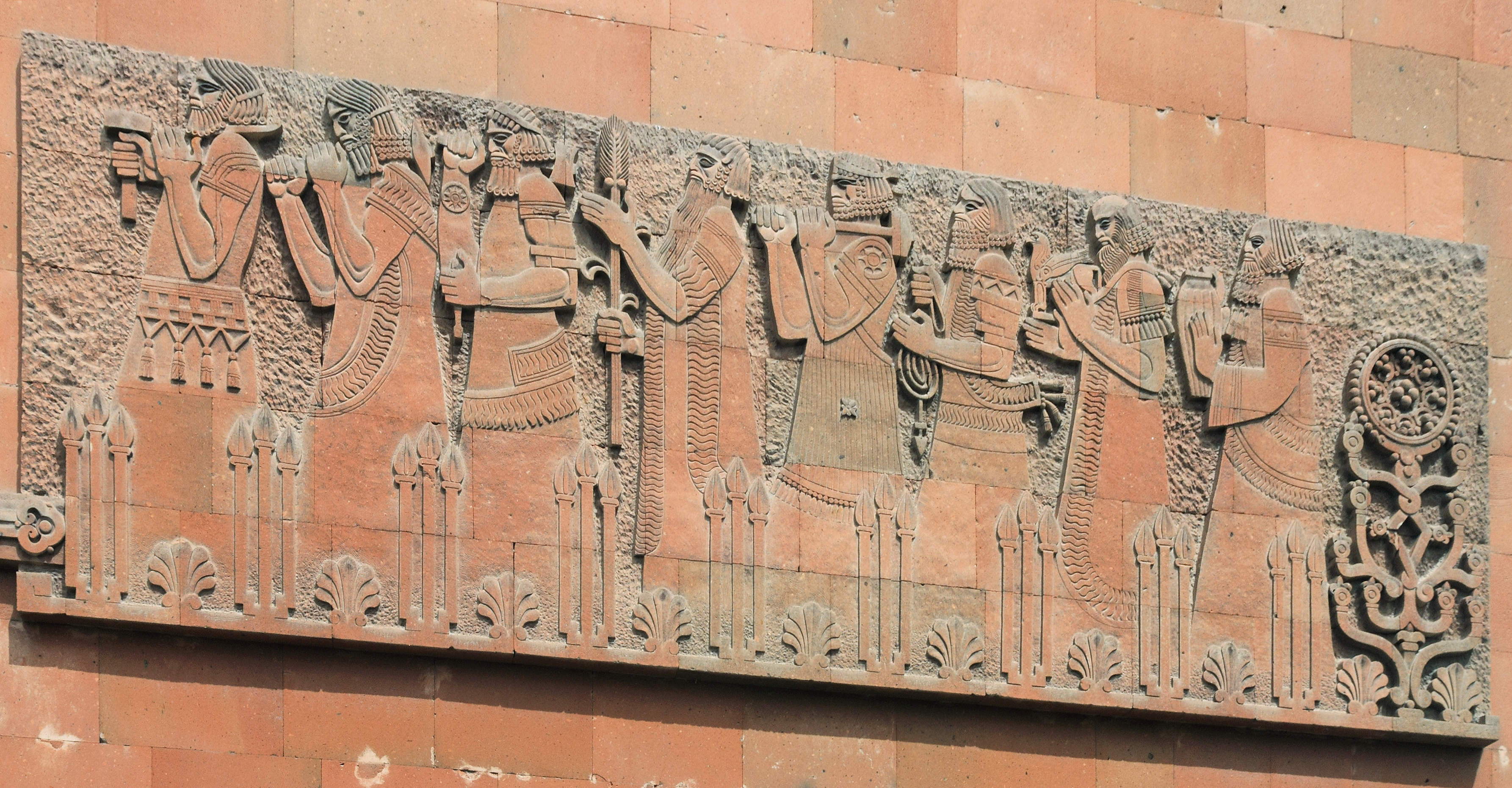
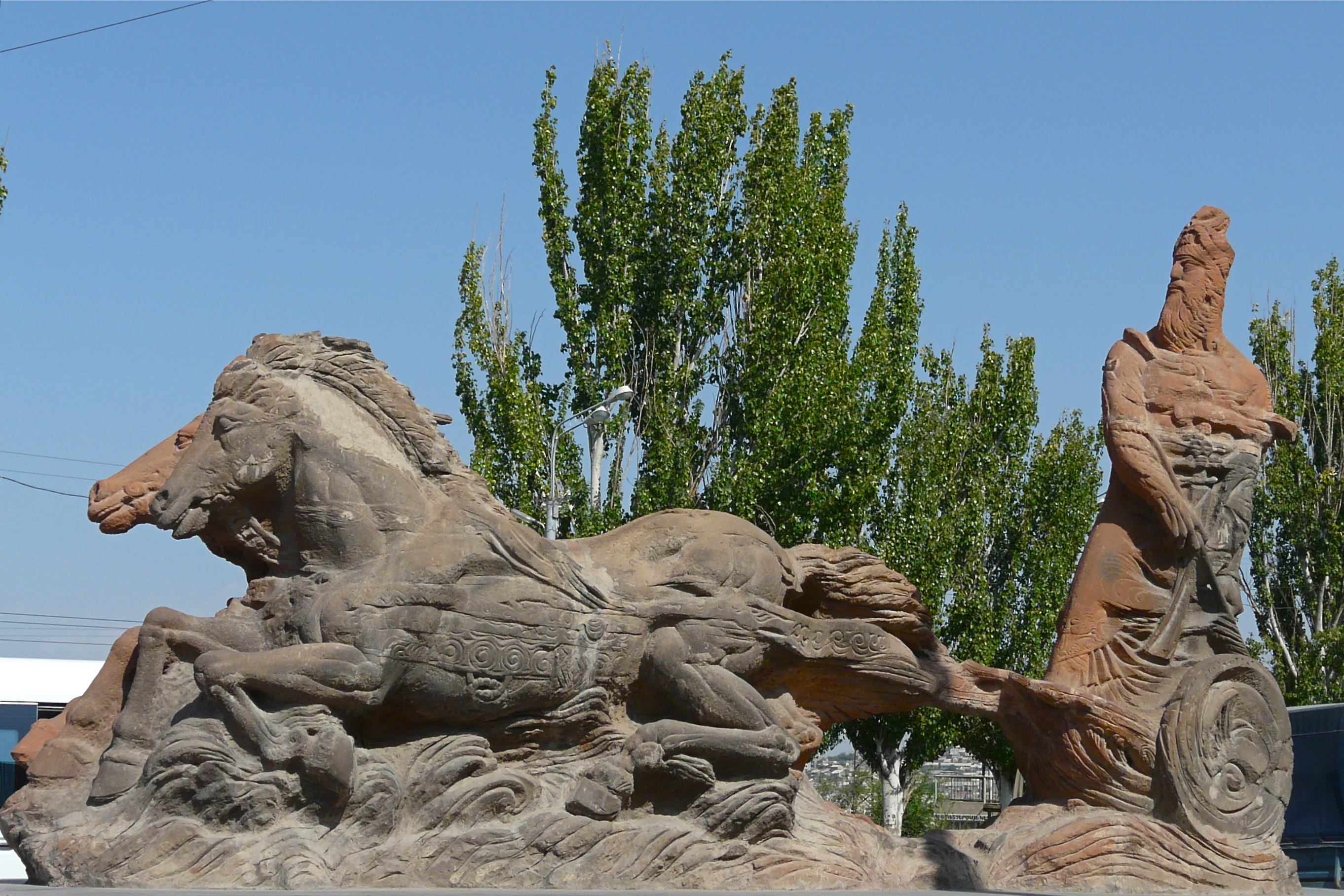

## سالن‌های نمایش

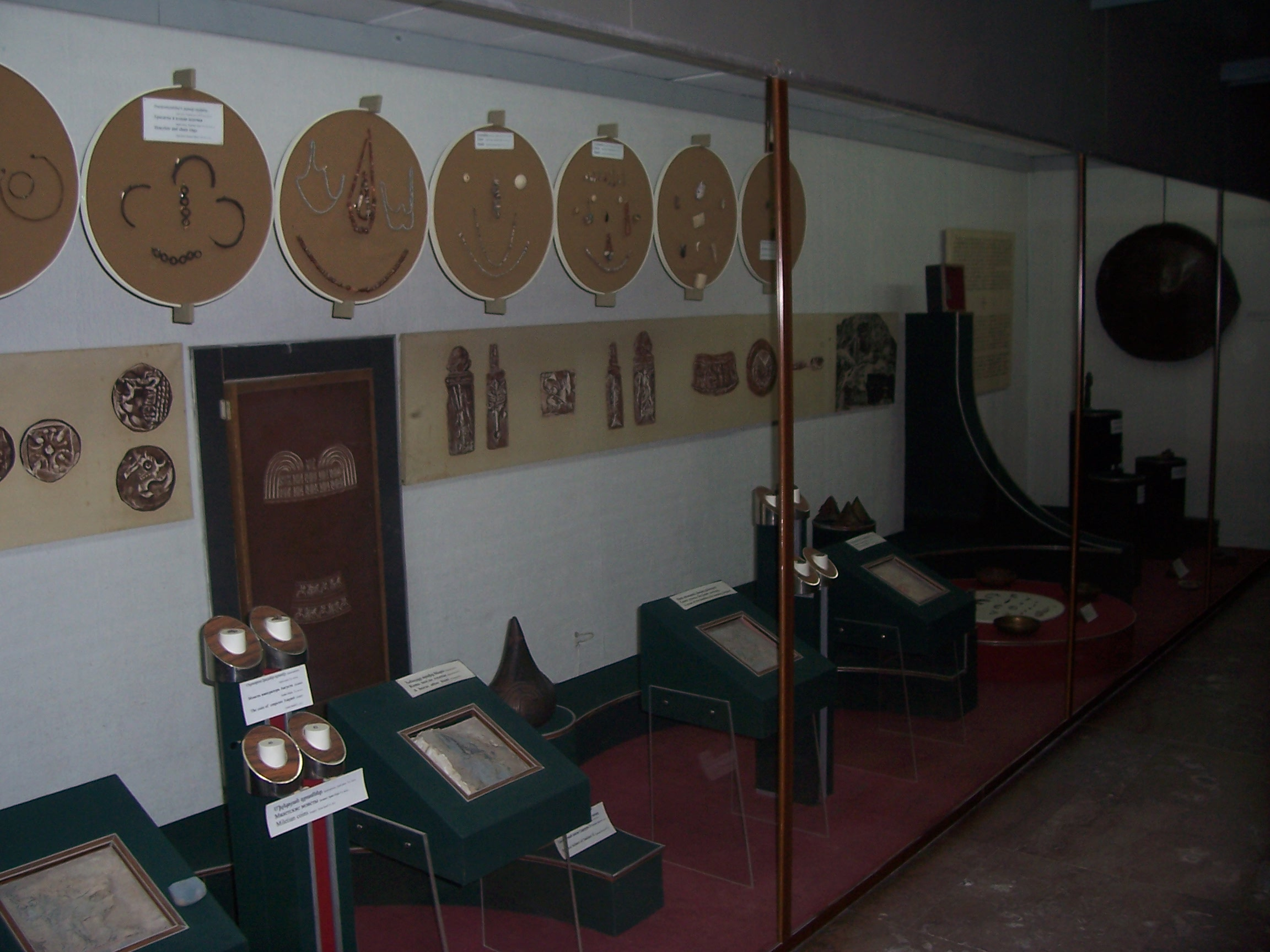
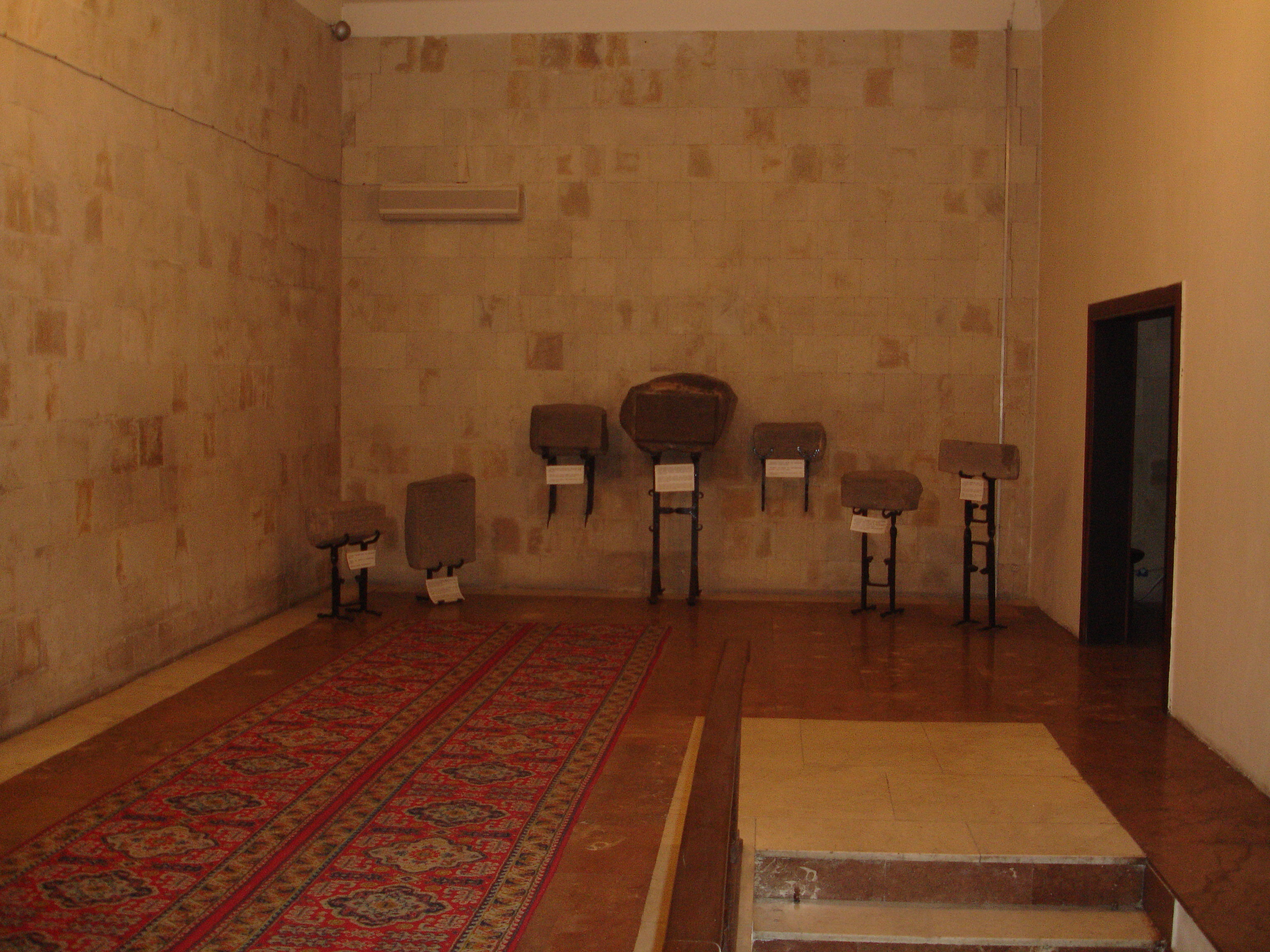

## Ցուցանմուշներ

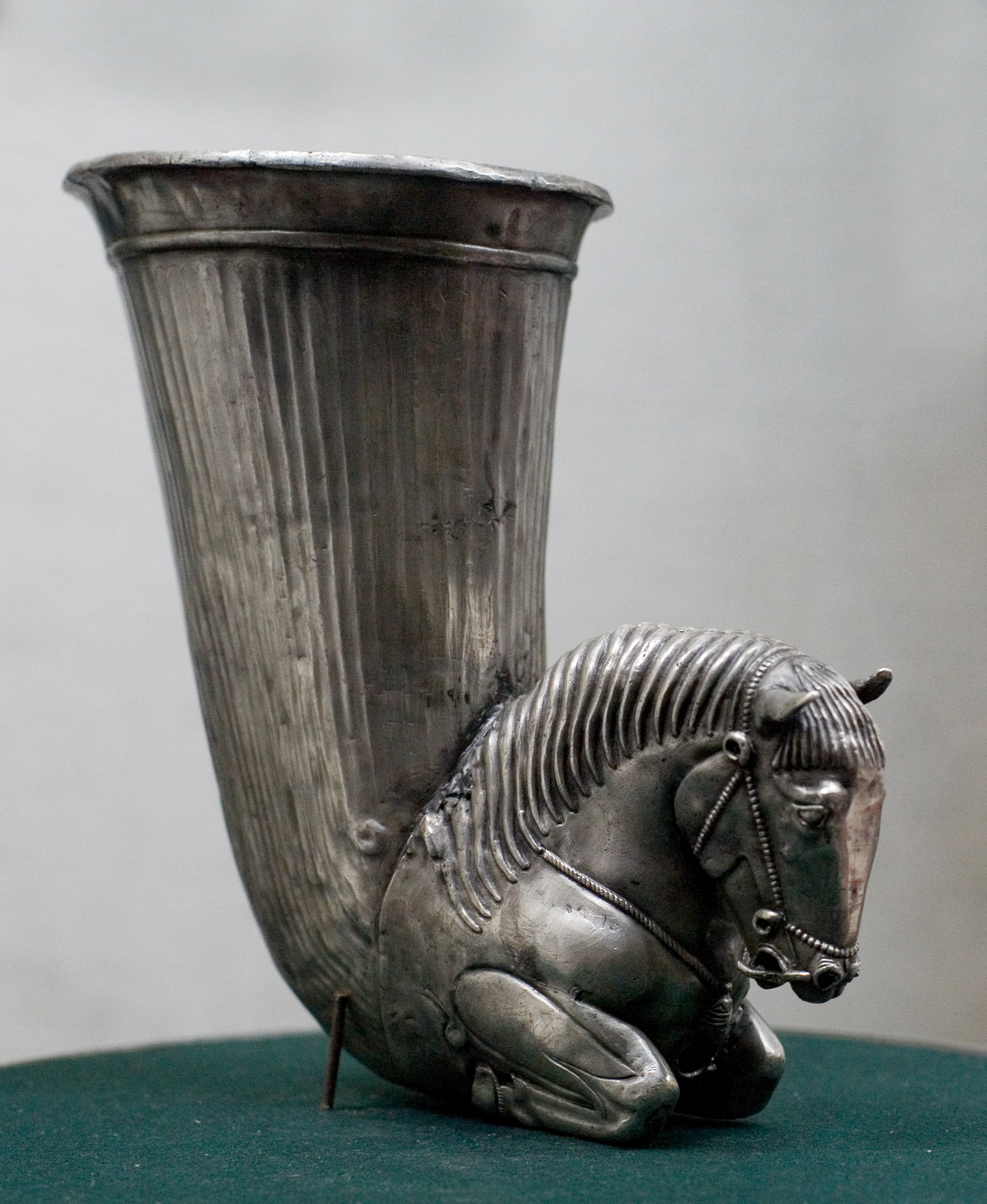
Եղջերագավաթ, մ.թ.ա. IV դար
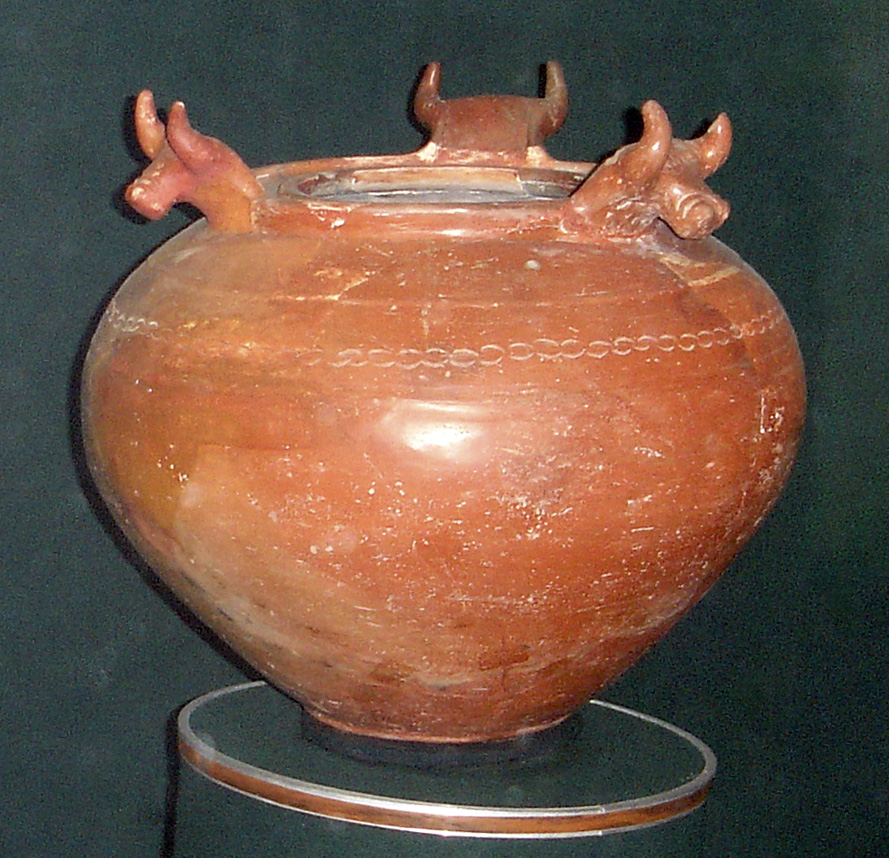
Սափոր ծիսական, կավե, ցլի գլխի երեք արձանիկներով.
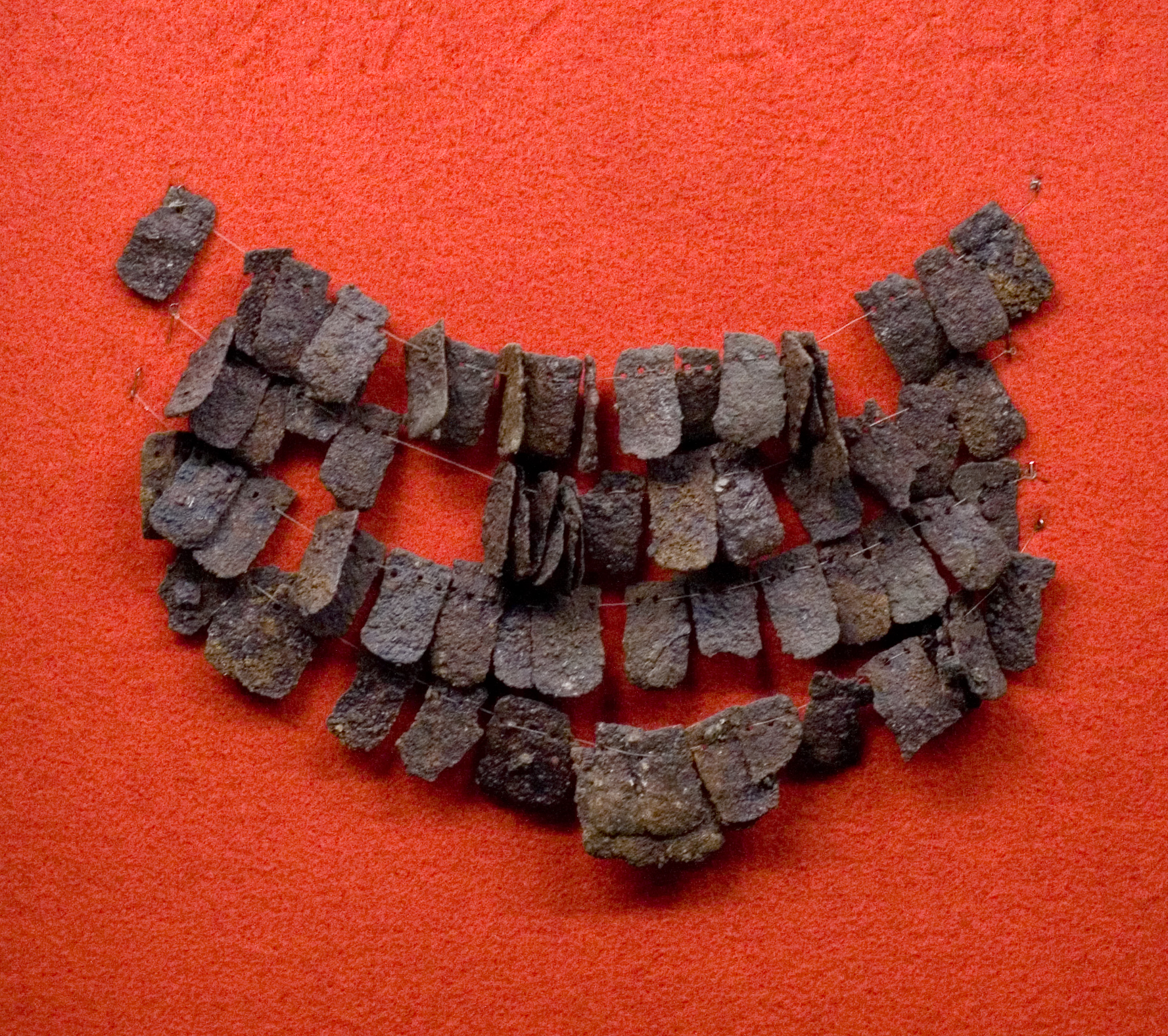
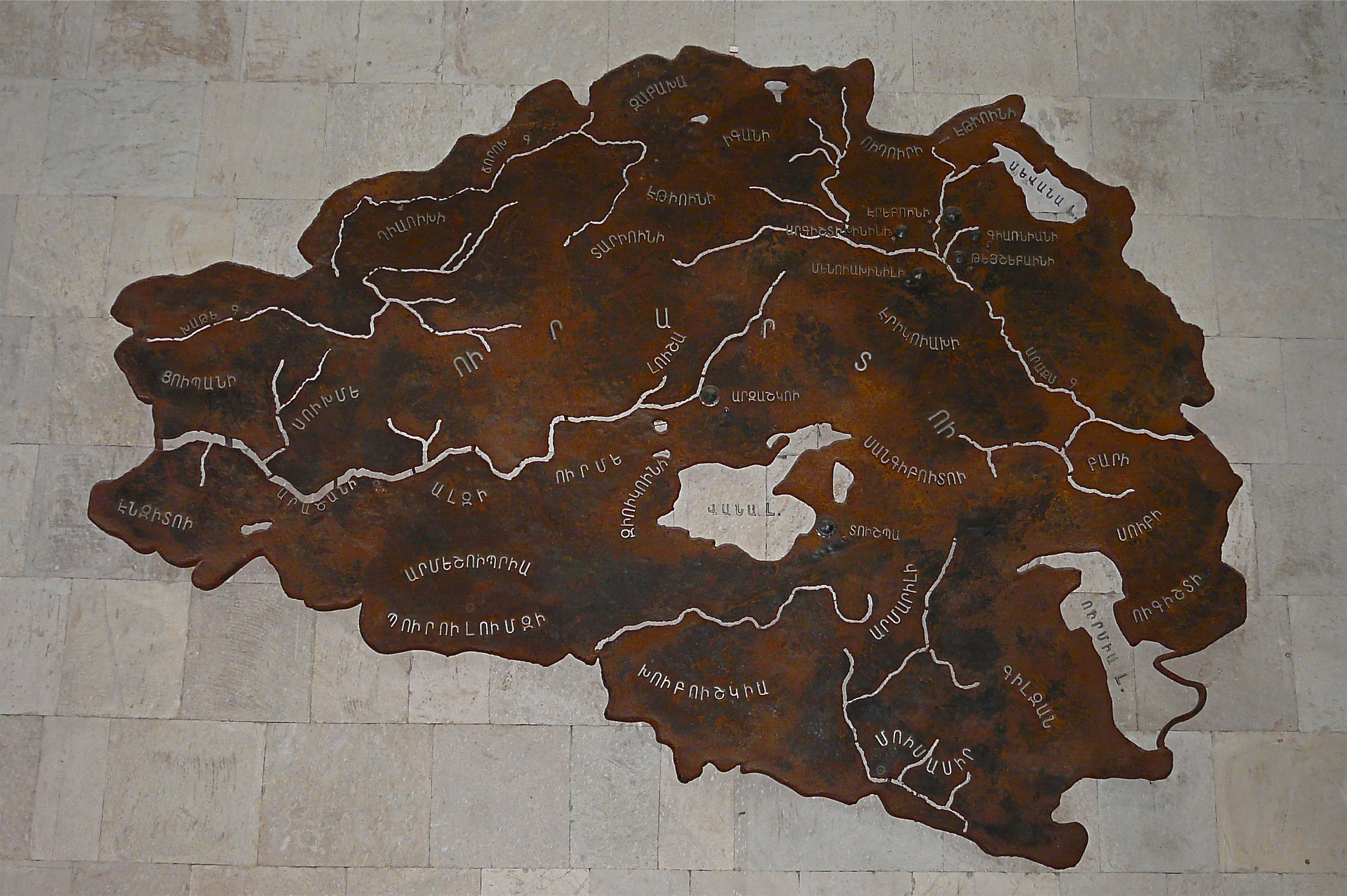
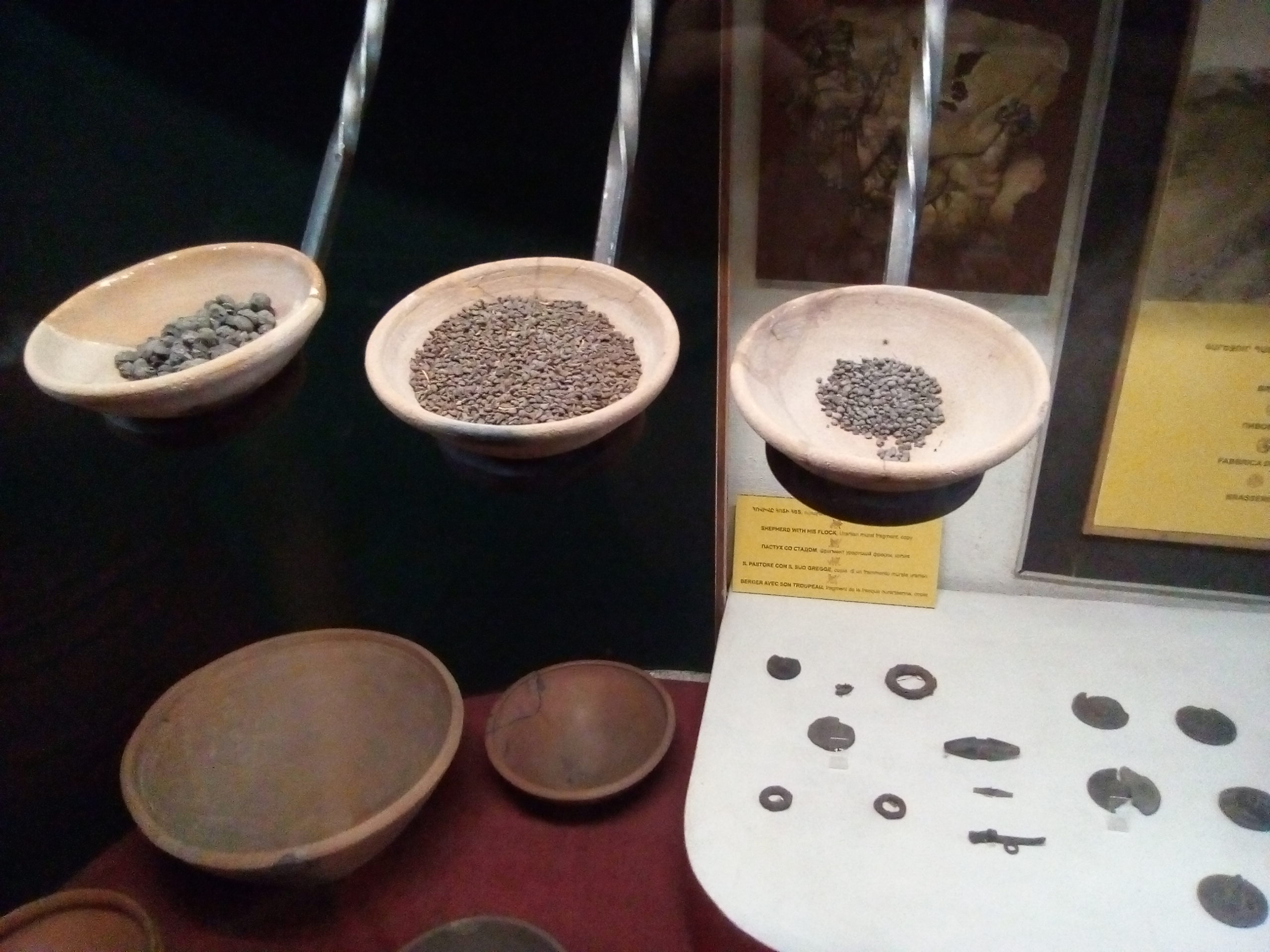
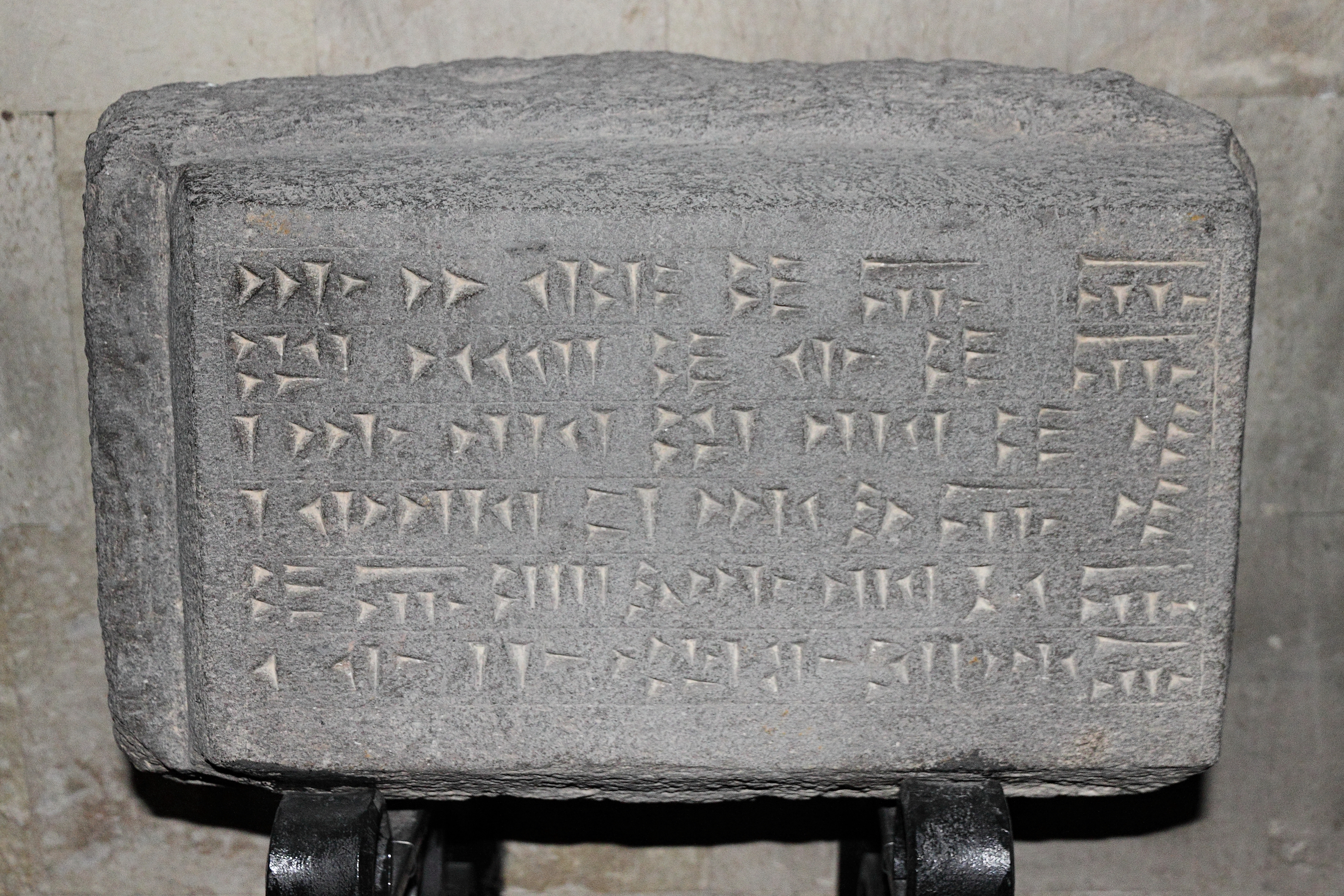
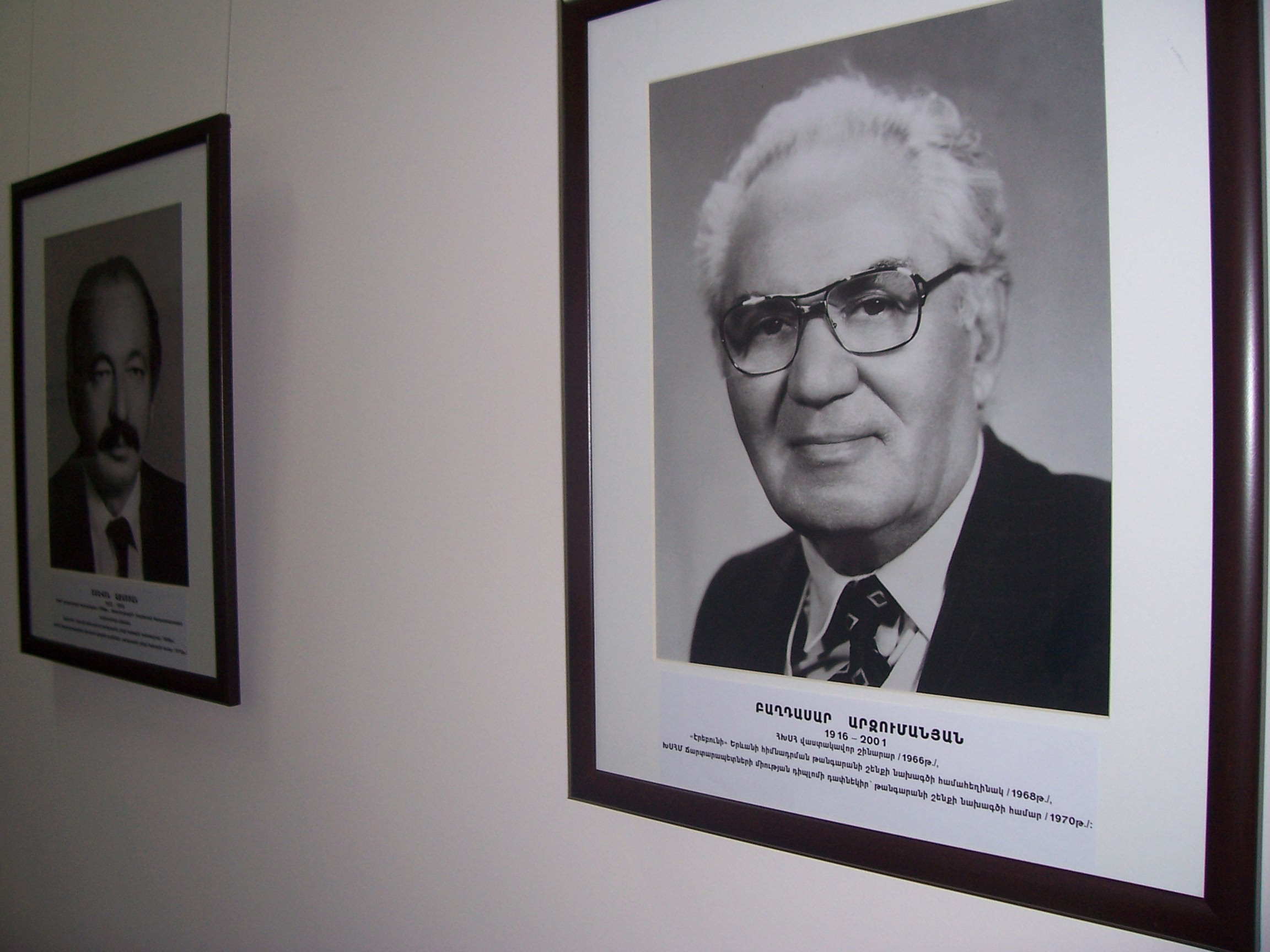
Թանգարանի ճարտարապետներ Բաղդասար Արզումանյան և Շմավոն Ազատյան
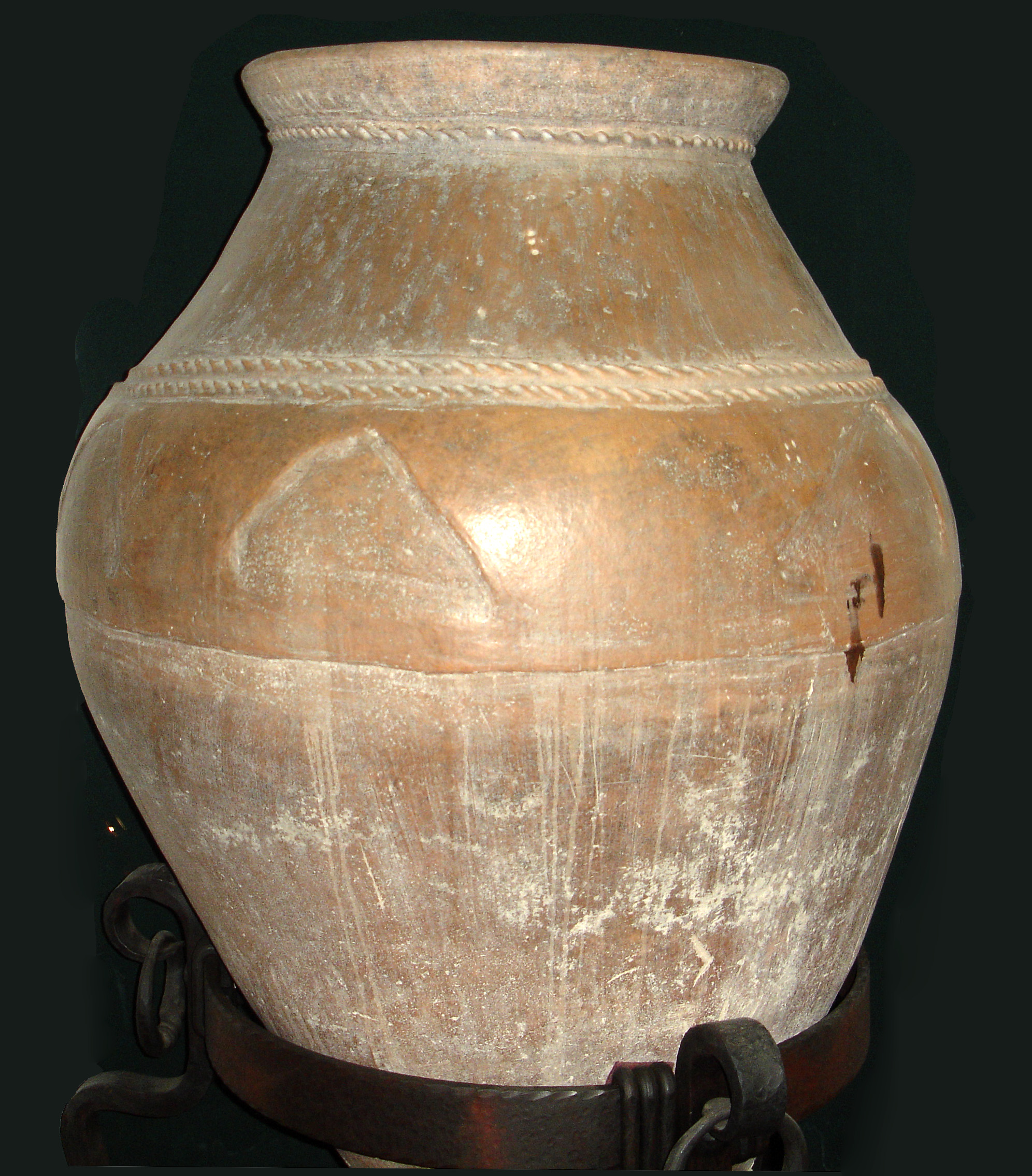
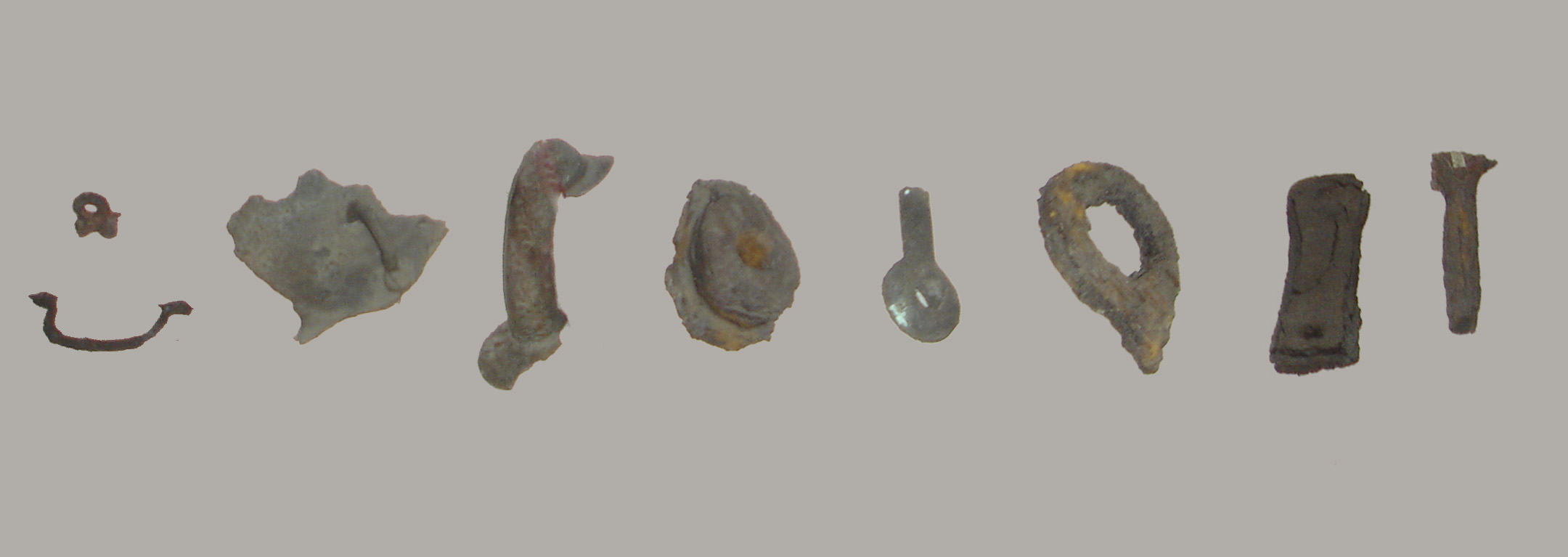
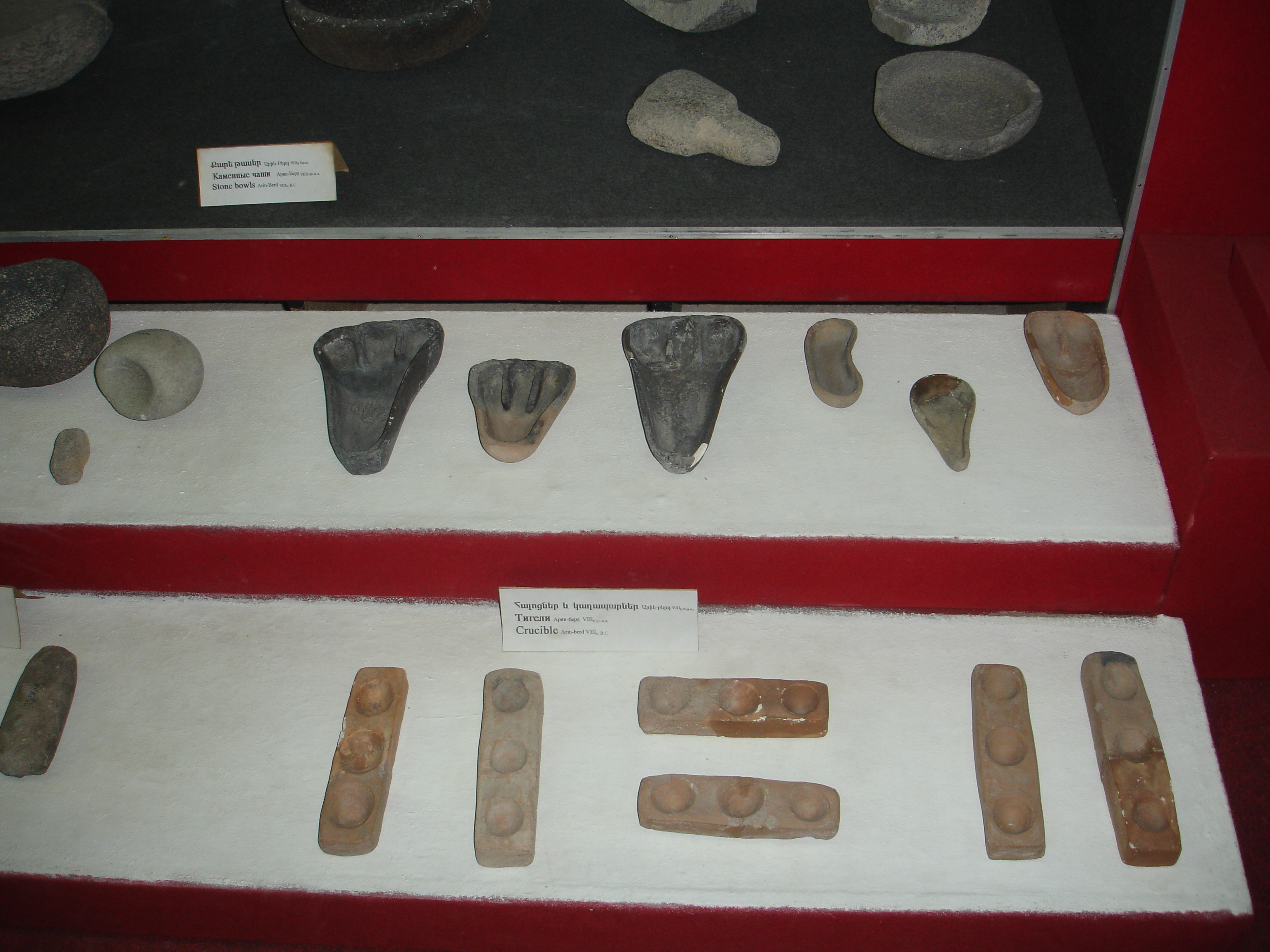